# زاندام
زاندام (به هلندی: Zaandam) یک منطقهٔ مسکونی در هلند است که در زان‌استاد واقع شده‌است. زاندام ۷۲٬۵۹۷ نفر جمعیت دارد.

## خواهرخوانده
شهر بولونی-بیانکور خواهرخواندهٔ زاندام هست.

## نگارخانه

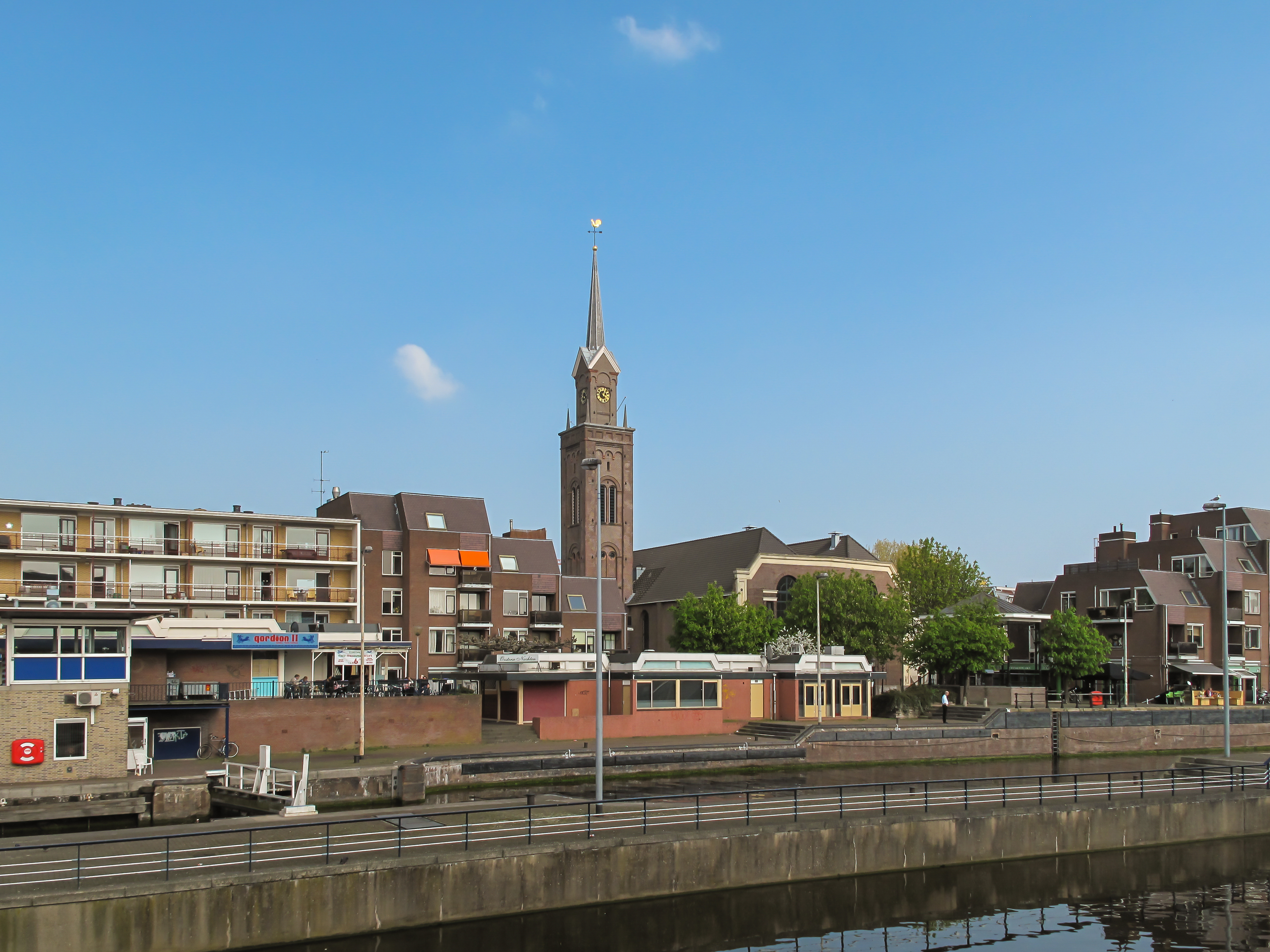
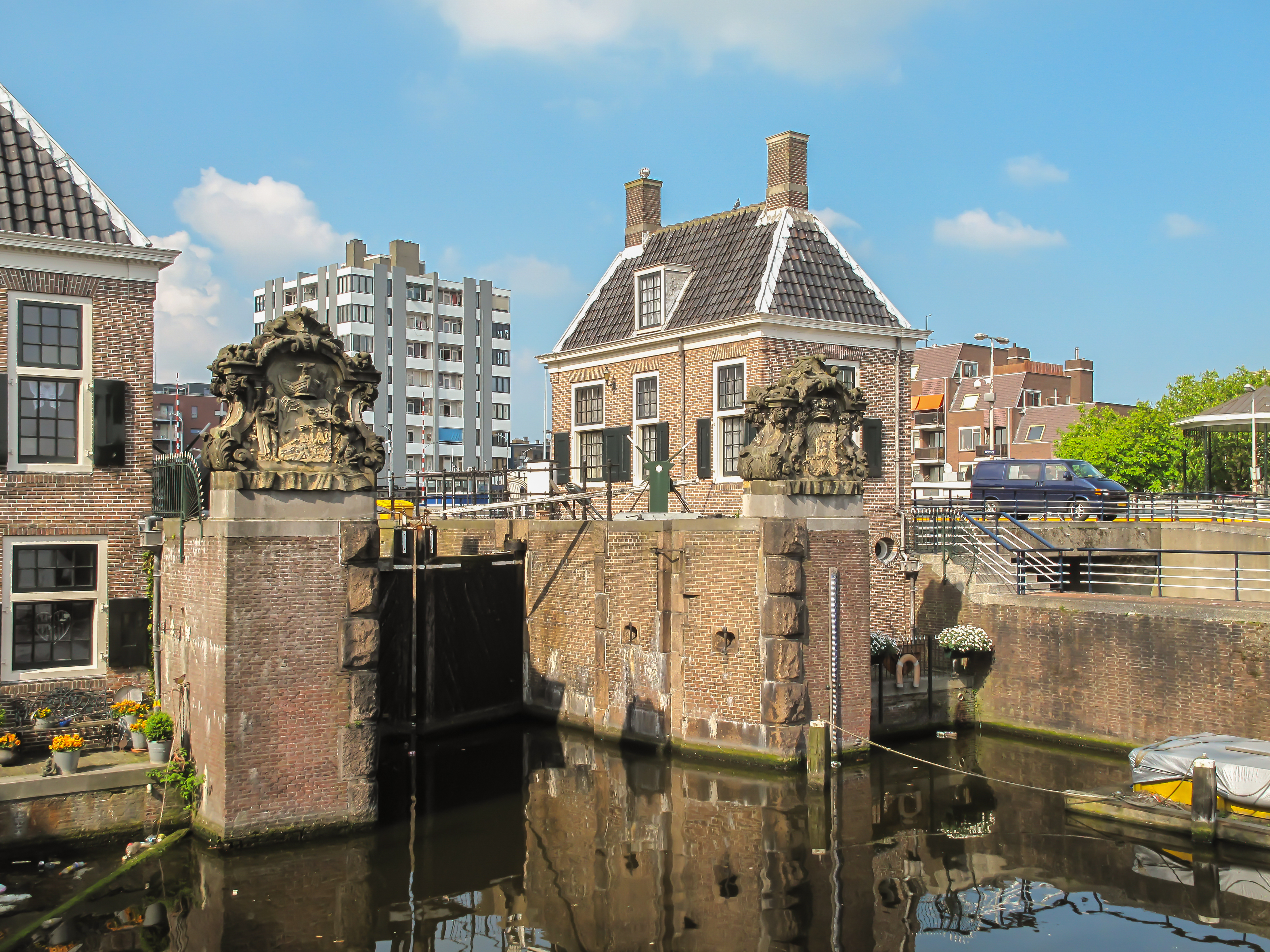
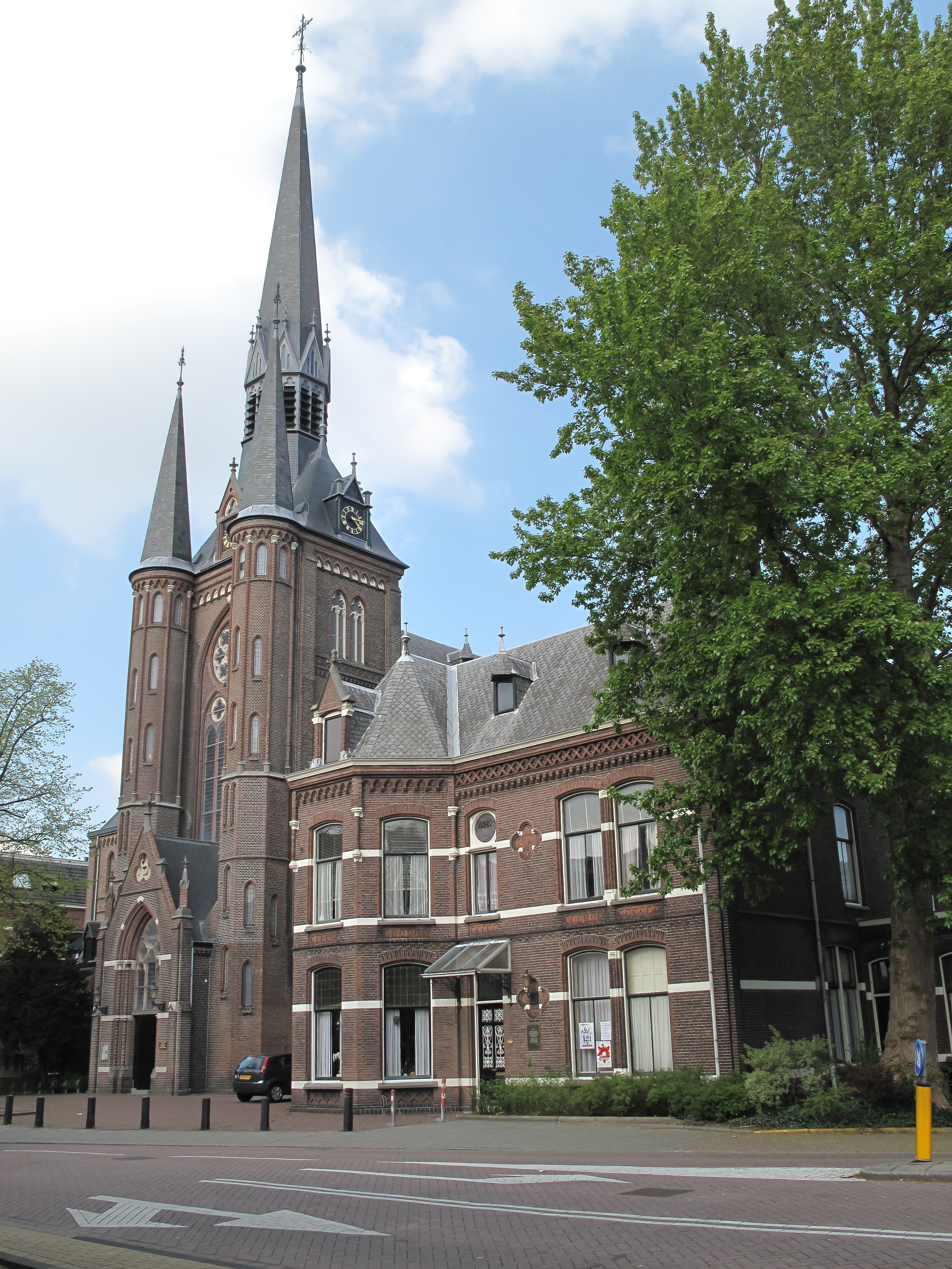
کلیسای سنت بونیفایس